# Johannes Schefferus

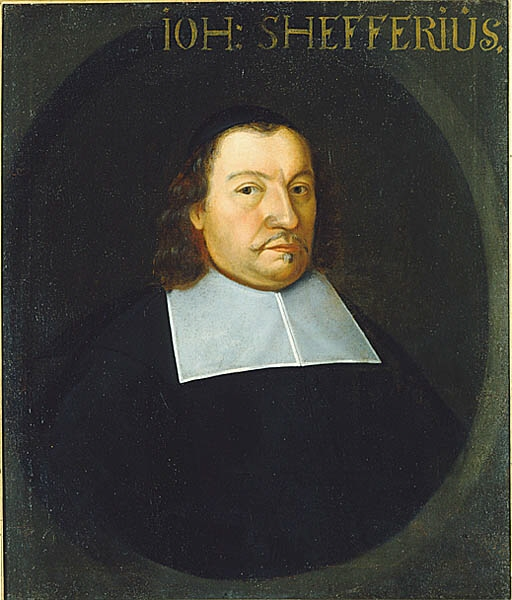
Johannes Schefferus

Johannes Schefferus (Strasburgo, 2 febbraio 1621 – Uppsala, 26 marzo 1679) è stato un umanista svedese, uno dei più importanti del suo tempo.

## Biografia
Nacque a Strasburgo, allora parte del Sacro Romano Impero. Proveniva da una famiglia patrizia (Scheffer) ed iniziò gli studi nella città natale per poi proseguirli brevemente all'Università di Leida, e nel 1648 divenne professore di eloquenza e governo all'Università di Uppsala, cattedra che mantenne fino alla sua morte nel 1679.
Lo Schefferus si dedicò anche ad approfonditi studi filologici e archeologici. Il suo De orbibus tribus aureis fu la prima pubblicazione sull'archeologia svedese. La storia dei Sami, Lapponia (1673) divenne famosa in tutta Europa ma non venne tradotta in svedese (Lappland) fino al 1956. La sua pubblicazione postuma, Suecia literata ("Svezia dotta") (1680) è una bibliografia sulla storia delle scienze in Svezia.
In tarda età venne coinvolto in una disputa intellettuale, in particolare con Olof Verelius (1618-1682) circa la posizione del tempio di Uppsala. Egli sostenne che il tempio avrebbe dovuto trovarsi vicino alla posizione attuale  della Helga Trefaldighets kyrka  (Chiesa della Santissima Trinità) a Uppsala. Oggi è noto che i suoi avversari usarono falsificare i documenti allo scopo di avvalorare la loro tesi. Questa è stata probabilmente la ragione per cui parti del più importante codice gotico superstite, Codex Argenteus, sono stati ritoccati. 
Nel 1648 Schefferus sposò Regina Loccenia, figlia di un precedente professore dello Skytteanus, Johannes Loccenius, ed ebbe due figli.

## Opere principali
- Upsalia (1666)
- De re vehiculari veterum  ("Sui veicoli antichi", 1671)
- Svecia literata ("Svezia dotta", 1680)
- Lapponia (1673)